# Reginald Doherty
Reginald Frank Doherty, també conegut amb el nom de Reggie Doherty o R.F. Frank Doherty, (Wimbledon, Regne Unit, 1872 − Londres, 1910) fou un tennista anglès que destacà entre les dècades del 1890 i del 1900.
Al llarg de la seva carrera aconseguí guanyar 8 títols de dobles i 4 d'individuals al Torneig de Wimbledon, establint el rècord de ser el tennista amb més finals jugades de forma consecutiva (11) i el que té més títols en dobles. També aconseguí tres medalles d'or olímpiques i una de bronze.

## Biografia
Va néixer el 14 d'octubre de 1872 a la ciutat de Wimbledon, població que avui en dia està integrada a la ciutat de Londres. És germà del també tennista i medallista olímpic Lawrence Doherty.
Va morir el 29 de desembre de 1910, a l'edat de 38 anys, a la seva residència de Kengsinton, situada actualment a Londres a conseqüència de problemes respiratoris i just després de retornar d'una estada en un sanatori a Suïssa.

## Carrera esportiva

### Torneig de Wimbledon
L'any 1896 aconseguí arribar, per primera vegada, a la final del Torneig de Wimbledon en categoria de dobles al costat de Harold Nisbet. L'any següent, i ja al costat del seu germà Laurie Doherty, aconseguí guanyar la final, fent-ho cinc vegades consecutives. Tot i perdre la final de dobles de 1902, el 1903 tornà a guanyar aquesta competició i ho feu encara dues vegades més, aconseguint l'any 1905 el seu vuitè títol. El 1906 perdé la final de dobles davant la parella Frank Riseley i Sidney Smith, els quals ja els havien vençut el 1902. Amb aquesta final establí el rècord d'11 finals consecutives jugades en el torneig.
En categoria individual el 1897 aconseguí guanyar el seu primer títol, fent-ho quatre vegades de forma consecutiva (en la final del 1898 s'hagué d'enfrentar al seu propi germà, que guanyà 6−3, 6−3, 2−6, 5−7, 6−1). El 1901, la seva cinquena final consecutiva en individuals, perdé davant el britànic Arthur Gore.

### Torneig dels Estats Units
En l'Open dels Estats Units de tennis aconseguí arribar a la final del torneig individual l'any 1902, si bé perdé davant el nord-americà William Larned per 4−6, 6−2, 6−4, 8−6. En categoria de dobles aconseguí arribar dues vegades a la final al costat del seu germà, aconseguint els títols en ambdues ocasions (1902 i 1903).

### Copa Davis
Reginald debutà en la Copa Davis de tennis l'any 1902, en la segona edició del torneig, si bé aquell any caiguren davant dels Estats Units. Al costat del seu germà Laurie Doherty fou imprescindible per aconseguir les 4 primeres victòries britàniques en aquesta competició (1903-1906), aconseguint guanyar els 5 partits de dobles que van jugar entre 1902 i 1906, quatre d'ells davant de parelles nord-americanes.

### Jocs Olímpics
Va participar, als 27 anys, en els Jocs Olímpics d'Estiu de 1900 realitzats a París (França), on aconseguí guanyar la medalla d'or en les proves de dobles masculins al costat del seu germà Laurie Doherty i dobles mixtos al costat de Charlotte Cooper. En la competició individual Reginald refusà enfrontar-se al seu germà en la semifinal de la competició, motiu pel qual aconseguí la medalla de bronze.
Va participar en els Jocs Olímpics d'Estiu de 1908 celebrats a Londres (Regne Unit), on aconseguí revalidar la medalla d'or en la competició de dobles, en aquesta ocasió al costat de George Hillyard.

## Torneigs de Grand Slam

### Individual: 6 (4−2)
| Resultat  | Núm. | Any  | Campionat                                          | Superfície | Oponent a la final | Marcador                |
| --------- | ---- | ---- | -------------------------------------------------- | ---------- | ------------------ | ----------------------- |
| Guanyador | 1.   | 1897 | Wimbledon Championships, Londres, Regne Unit       | Herba      | Harold Mahony      | 6−4, 6−4, 6−3           |
| Guanyador | 2.   | 1898 | Wimbledon Championships (2)                        | Herba      | Lawrence Doherty   | 6−3, 6−3, 2−6, 5−7, 6−1 |
| Guanyador | 3.   | 1899 | Wimbledon Championships (3)                        | Herba      | Arthur Gore        | 1−6, 4−6, 6−2, 6−3, 6−3 |
| Guanyador | 4.   | 1900 | Wimbledon Championships (4)                        | Herba      | Sidney Smith       | 6−8, 6−3, 6−1, 6−2      |
| Finalista | 1.   | 1901 | Wimbledon Championships                            | Herba      | Arthur Gore        | 6−4, 5−7, 4−6, 4−6      |
| Finalista | 2.   | 1902 | U.S. National Championships, Newport, Estats Units | Herba      | William Larned     | 6−4, 6−2, 4−6, 6−8      |

### Dobles: 13 (10−3)
| Resultat  | Núm. | Any  | Campionat                                          | Superfície | Parella          | Oponents a la final               | Marcador                 |
| --------- | ---- | ---- | -------------------------------------------------- | ---------- | ---------------- | --------------------------------- | ------------------------ |
| Finalista | 1.   | 1896 | Wimbledon Championships, Londres, Regne Unit       | Herba      | Harold Nisbet    | Wilfred Baddeley Herbert Baddeley | 6−1, 6−3, 4−6, 2−6, 1−6  |
| Guanyador | 1.   | 1897 | Wimbledon Championships                            | Herba      | Lawrence Doherty | Wilfred Baddeley Herbert Baddeley | 6−4, 4−6, 8−6, 6−4       |
| Guanyador | 2.   | 1898 | Wimbledon Championships (2)                        | Herba      | Lawrence Doherty | Clarence Hobart Harold Nisbet     | 6−4, 6−4, 6−2            |
| Guanyador | 3.   | 1899 | Wimbledon Championships (3)                        | Herba      | Lawrence Doherty | Clarence Hobart Harold Nisbet     | 7−5, 6−0, 6−2            |
| Guanyador | 4.   | 1900 | Wimbledon Championships (4)                        | Herba      | Lawrence Doherty | Harold Nisbet Herbert Barrett     | 9−7, 7−5, 4−6, 3−6, 6−3  |
| Guanyador | 5.   | 1901 | Wimbledon Championships (5)                        | Herba      | Lawrence Doherty | Dwight F. Davis Holcombe Ward     | 4−6, 6−2, 6−3, 9−7       |
| Finalista | 2.   | 1902 | Wimbledon Championships (2)                        | Herba      | Lawrence Doherty | Sydney Howard Frank Riseley       | 6−4, 6−8, 3−6, 6−4, 9−11 |
| Guanyador | 6.   | 1902 | U.S. National Championships, Newport, Estats Units | Herba      | Lawrence Doherty | Dwight F. Davis Holcombe Ward     | 11−9, 12−10, 6−4         |
| Guanyador | 7.   | 1903 | Wimbledon Championships (6)                        | Herba      | Lawrence Doherty | Sydney Howard Frank Riseley       | 6−4, 6−4, 6−4            |
| Guanyador | 8.   | 1903 | U.S. National Championships (2)                    | Herba      | Lawrence Doherty | Kreigh Collins Harry Wainder      | 7−5, 6−3, 6−3            |
| Guanyador | 9.   | 1904 | Wimbledon Championships (7)                        | Herba      | Lawrence Doherty | Sydney Howard Frank Riseley       | 6−1, 6−2, 6−4            |
| Guanyador | 10.  | 1905 | Wimbledon Championships (8)                        | Herba      | Lawrence Doherty | Sydney Howard Frank Riseley       | 6−2, 6−4, 6−8, 6−3       |
| Finalista | 3.   | 1906 | Wimbledon Championships (3)                        | Herba      | Lawrence Doherty | Sydney Howard Frank Riseley       | 8−6, 4−6, 7−5, 3−6, 3−6  |

## Jocs Olímpics

### Individual
| Any  | Campionat                    |
| ---- | ---------------------------- |
| 1900 | Jocs Olímpics, París, França |

### Dobles
| Any  | Campionat                          | Superfície | Parella          | Oponents                                | Resultat      |
| ---- | ---------------------------------- | ---------- | ---------------- | --------------------------------------- | ------------- |
| 1900 | Jocs Olímpics, París, França       |            | Lawrence Doherty | Basil Spalding de Garmendia Max Decugis | 6−1, 6−1, 6−0 |
| 1908 | Jocs Olímpics, Londres, Regne Unit | Herba      | George Hillyard  | Josiah Ritchie James Parke              | 9−7, 7−5, 9−7 |

### Dobles mixtos
| Any  | Campionat                    | Parella          | Oponents                     | Resultat |
| ---- | ---------------------------- | ---------------- | ---------------------------- | -------- |
| 1900 | Jocs Olímpics, París, França | Charlotte Cooper | Hélène Prévost Harold Mahony | 6−2, 6−4 |